# 화순교통
화순교통(和順交通)는 전라남도 화순군의 농어촌버스를 담당하는 회사이고본사는 전라남도 화순군 화순읍 자치샘로 26-1 (교리)에 있다.

## 현황
- 현재 농어촌버스 6개의 노선으로 운행하고 있다.

## 운행 노선

### 농어촌버스
- 200번(화순읍 경유 도곡 방면): 덕흥동↔화니미지로↔유덕동주민센터↔유덕치안센터↔극락초등학교↔버들주공1단지↔유덕초교↔광명하이츠후문↔기아차중문↔광주종합버스터미널↔신세계백화점↔화정중흥파크멘션↔상공회의소↔건강관리협회↔월산4동↔월산5동(구 통계청)↔신우아파트↔주월주택단지↔장미아파트↔봉선중입구↔남광교↔남선교회↔남광주4거리↔조선대병원↔학동증심사입구역↔삼익세라믹↔동구문화센터↔남초등학교↔무등중학교↔소태역↔녹동부란↔주남마을↔남계↔광주정보학교↔내지↔선교↔화순터널↔이십곡리↔유창아파트↔스파랜드[2]
- 217번(사평 경유 화순군 동부, 북부 방면): 덕흥동↔화니미지로↔유덕동주민센터↔유덕치안센터↔극락초등학교↔버들주공1단지↔유덕초교↔광명하이츠후문↔기아차중문↔광주종합버스터미널↔신세계백화점↔화정중흥파크멘션↔상공회의소↔건강관리협회↔월산4동↔월산5동(구 통계청)↔신우아파트↔주월주택단지↔장미아파트↔봉선중입구↔남광교↔남선교회↔남광주4거리↔조선대병원↔학동증심사입구역↔삼익세라믹↔한센협회↔남초등학교↔무등중학교↔소태역↔녹동부란↔주남마을↔남계↔광주정보학교↔내지↔선교↔화순터널↔이십곡리↔유창아파트↔화순사평( 이후 행선지는 전면에 부착된 보조 행선판에 따라 달라진다.)
- 217-1번(구암리 경유 화순군 동부, 북부 방면): 덕흥동↔화니미지로↔유덕동주민센터↔유덕치안센터↔극락초등학교↔버들주공1단지↔유덕초교↔광명하이츠후문↔기아차중문↔광주종합버스터미널↔신세계백화점↔화정중흥파크멘션↔상공회의소↔건강관리협회↔월산4동↔월산5동↔신우아파트↔주월주택단지↔장미아파트↔봉선중입구↔남광교↔남선교회↔남광주4거리↔조선대병원↔학동3거리↔삼익세라믹↔한센협회↔남초등학교↔무등중학교↔소태역↔녹동부란↔주남마을↔남계↔광주정보학교↔내지↔선교↔화순터널↔이십곡리↔유창아파트↔화순읍↔자치샘삼거리↔고려병원↔화순미륭아파트↔화순부영아파트↔화순부영3차아파트↔화순용곡마을↔화순전남대병원입구↔화순전남대병원↔정수장입구↔한보요업↔다지2구↔백동↔용생↔동면농공단지↔신운↔장동↔농소↔찰동↔동면↔동암↔천운장↔넘은골↔화순광업소↔구암1리↔구암2리[3]
- 218번(능주 경유 도암, 한천, 춘양 방면): 덕흥동↔화니미지로↔유덕동주민센터↔유덕치안센터↔극락초등학교↔버들주공1단지↔유덕초교↔광명하이츠후문↔기아차중문↔광주종합버스터미널↔신세계백화점↔화정중흥파크멘션↔상공회의소↔건강관리협회↔월산4동↔월산5동↔신우아파트↔주월주택단지↔장미아파트↔봉선중입구↔남광교↔남선교회↔남광주4거리↔조선대병원↔학동3거리↔삼익세라믹↔한센협회↔남초등학교↔무등중학교↔소태역↔녹동부란↔주남마을↔남계↔광주정보학교↔내지↔선교↔화순터널↔이십곡리↔유창아파트↔능주
- 218-1번(능주경유 이양, 청풍면 방면): 덕흥동↔화니미지로↔유덕동주민센터↔유덕치안센터↔극락초등학교↔버들주공1단지↔유덕초교↔광명하이츠후문↔기아차중문↔광주종합버스터미널↔신세계백화점↔화정중흥파크멘션↔상공회의소↔건강관리협회↔월산4동↔월산5동↔신우아파트↔주월주택단지↔장미아파트↔봉선중입구↔남광교↔남선교회↔남광주4거리↔조선대병원↔학동3거리↔삼익세라믹↔한센협회↔남초등학교↔무등중학교↔소태역↔녹동부란↔주남마을↔남계↔광주정보학교↔내지↔선교↔화순터널↔이십곡리↔화순읍↔능주면
- 220번: 화순전남대병원↔화순전남대병원입구↔화순용곡마을↔부영3차↔우체국↔화순교(동)↔읍사무소↔전통시장↔중앙병원↔화순제일중↔대리교통광장↔서라아파트↔오성초↔화순역↔오성아파트↔계소리↔주도리
- 318번(천암리,도곡 방면): 덕흥동↔화니미지로↔유덕동주민센터↔유덕치안센터↔극락초등학교↔버들주공1단지↔유덕초교↔광명하이츠후문↔기아차중문↔광주종합버스터미널↔신세계백화점↔화정중흥파크멘션↔상공회의소↔건강관리협회↔월산4동↔월산5동↔신우아파트↔백운광장↔대광여고↔대성여고↔동성고↔광주대↔노대↔칠구재터널↔세량리↔앵남↔도곡온천↔신덕↔도곡
- 318-1번: 덕흥동↔화니미지로↔유덕동주민센터↔유덕치안센터↔극락초등학교↔버들주공1단지↔유덕초교↔광명하이츠후문↔기아차중문↔광주종합버스터미널↔신세계백화점↔화정중흥파크멘션↔상공회의소↔건강관리협회↔월산4동↔월산5동↔신우아파트↔백운광장↔대광여고↔대성여고↔동성고↔광주대↔노대↔칠구재터널↔세량리↔앵남↔도곡온천↔신덕↔도곡↔천태↔도암면↔운주사↔중장터
- 200-1번: 덕흥동↔만인리
- 215번: 화순터미널↔구 이서중(5-11월만 운행)
- 215-1번: 화순터미널↔하서마을(하서마을 막차는 덕흥동까지 운행)
- 216번: 덕흥동↔미곡리
- 216-1번: 화순터미널↔미곡리
- 220번: 화순전남대병원↔주도리
- 1111번: 덕흥동->광주종합버스터미널->소태역->화순우체국->대리교통광장(심야버스)

## 차량

#### KGM커머셜
- KGM C090
- KGM 스마트 110

#### 현대자동차
- 현대 뉴 카운티
- 현대 카운티 뉴 브리즈
- 현대 그린시티
- 현대 뉴 슈퍼에어로시티

#### 자일대우버스
- 자일대우 NEW BS090